# Bengt Bagares kvarn

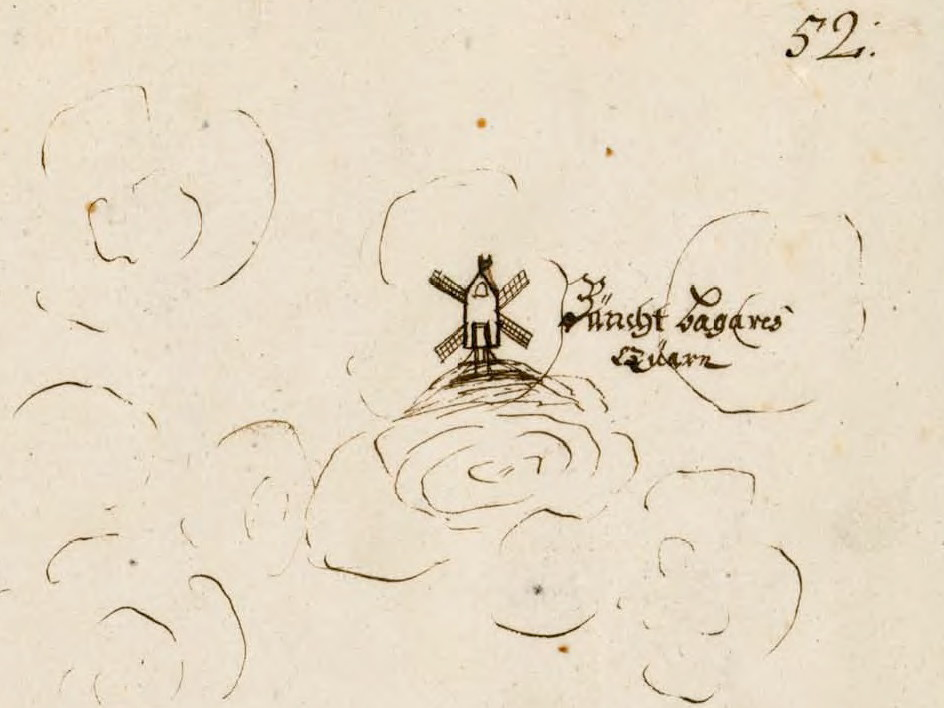
"Bäncht Bagares Quarn" i Holms tomtbok, 1674.

Bengt Bagares kvarn (troligen samma som Träkvarnen) var en väderkvarn i Stockholm. Kvarnen var från 1600-talet och finns på Petrus Tillaeus' karta från 1733 men är inte känd på 1800-talet. I Holms tomtbok från 1674 återfinns Bäncht Bagares Quarn på denna plats men enligt Arthur Sjögrens kvarnutredning från 1939 skulle det vara samma kvarn som Nytorgs kvarn, som dock låg längre västerut och ägdes av Per Arenbechius (1620–1673), kyrkoherde i Katarina församling.

## Historik
Som framgår av Holms tomtbok från 1674 stod kvarnen i Vita bergen, ovanför den plats där Groens malmgård ännu finns kvar, intill Malmgårdsvägen. Det var en stolpkvarn som ägdes av bagaren Bengt Eriksson Bråk, kallad ”Bengt Bagare”. Sin bagarbod hade han vid Södermalmstorg.
Bagarfamiljen drabbades under 1670-talet av häxprocesserna i Katarina där bagarens hustru Anna Sippel och svägerska Brita Sippel brändes som häxor på Hötorget den 29 april 1676. Några barn vittnade i samband med processerna om att de sett bagaren knåda deg med baken i Blåkulla. Bagaren frikändes, men barnen blev straffade.